# Richard Majérus
Pour les articles homonymes, voir Majerus.
.
Richard Majérus est un joueur français de rugby à XV, né le 10 juin 1905 à Paris et décédé le 20 janvier 1972 à Garches, de 1,85 m pour 93 kg, ayant occupé le poste de seconde ligne en sélection nationale et au Stade français.
Après des débuts au club de l'U.A.I. jusqu'en 1924, il développa essentiellement sa carrière au Stade français, de 1924 à 1932, pour l'y achever à compter de 1934 à la suite d'un intermède de deux saisons à Bergerac. 
Il était représentant de commerce. 
Il essaye la boxe en amateur, entraîné par Charles Rey-Golliet qui l'engage pour le championnat de Paris en 1931.

## Palmarès
- 8 sélections en équipe de France A, en 1928, 1929 et 1930
- Second de l'édition 1930 du tournoi (et participation à 3 tournois au total, dont les 4 matchs de 1930)
- Membre de la 1re équipe vainqueur du Pays de Galles dans le Tournoi des Cinq Nations, en 1928 à Colombes
- Vice-champion de France en 1927

## Divers
Le challenge Majérus est une coupe regroupant des équipes de 4e série du comité Ile de France non qualifiées pour le championnat de France.